# Ophiomorus streeti
Ophiomorus streeti är en ödleart som beskrevs av  Anderson och Alan E. Leviton 1966. 
Ophiomorus streeti ingår i släktet Ophiomorus och familjen skinkar. IUCN kategoriserar arten globalt som livskraftig. Inga underarter finns listade i Catalogue of Life.